# Мери, Роберто
Робе́рто Ме́ри Мутан (исп. Roberto Merhi Muntan; родился 22 марта 1991 года в Кастельоне-де-ла-Плана, Испания) — испанский автогонщик, победитель Евросерии Формулы-3 (2011), бронзовый призёр чемпионата Формулы-Рено 3.5 (2014), пилот Формулы-1 (2015).

## Карьера гонщика

### DTM
Выступал в немецких командах: в 2012 году за Persson Motorsport — не набрал очков, в 2013 — за HWA Team, 15 место с 26 очками по итогам чемпионата.

### Formula Renault 3.5

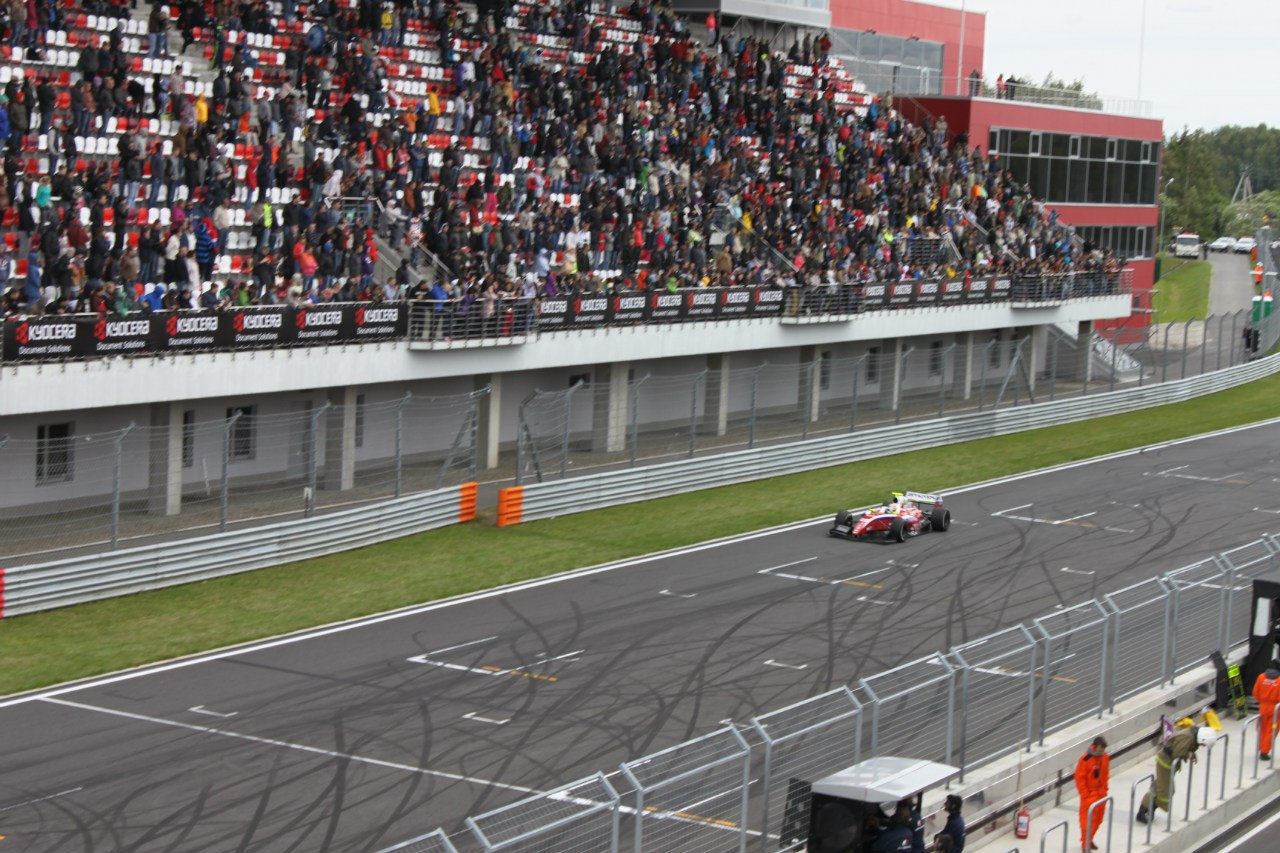
Роберто Мери в гонке Formula Renault 3.5 на трассе Moscow Raceway.

В 2014 году Мери выступал в Formula Renault 3.5 за российскую команду Zeta Corse
На 2015 год он заключил контракт с испанской командой Pons Racing, планируя выступать в этом чемпионате параллельно с Формулой-1.

### Формула-1
В 2014 году Мери заключил контракт с малайской командой Caterham в качестве резервного пилота участвовал в свободных заездах в Монце, заменяя Камуи Кобаяси. Планировал дебютировать в последней гонке сезона в Абу-Даби.
В 2015 году Мери стал гонщиком английской команды Manor Marussia F1 Team. В первой гонке сезона Роберто, как и его напарник Уилл Стивенс, не смог выйти на старт из-за проблем команды с программным обеспечением, так что первый раз он выехал на болиде команды на свободных заездах в Малайзии.
Команда «Manor Marussia F1 Team» дебютировала одной машиной в Малайзии — на болиде Стивенса возникли проблемы с топливным насосом, и на старт вышел только Мери, допущенный специальным решением стюардов несмотря на то, что в квалификации не попал в 107 %. Финишировал 15-м, отстав на три круга от победителя.. За сезон 2015 года команда «Manor Marussia F1 Team» так и не набрала ни одного очка, а лучшим результатом Мери стало 12 место в Сильверстоуне. В сентябре 2015 года «Manor Marussia F1 Team» подписала контракт с ещё одним гонщиком — Александром Росси, но после этого Роберто Мери выступил за «Manor Marussia F1 Team» ещё в двух гонках сезона: в Сочи и Абу-Даби.

## Результаты выступлений в Формуле-1
| Легенда к таблице |                                                                    |
| --- | ------------------------------------------------------------------ |
| В таблице перечислены результаты всех Гран-при Формулы-1, в которых принимал участие гонщик. Строками таблицы являются сезоны, столбцами — этапы чемпионата мира. В каждой клетке указаны сокращённое название этапа и результат, дополнительно обозначенный цветом. Расшифровка обозначений и цветов представлена в нижеследующей таблице. |                                                                    |
| \| Пример \| Описание \| \| ------------ \| ------------------------------------------------------------------ \| \| 1 \| Победитель \| \| 2 \| Второе место \| \| 3 \| Третье место \| \| 5 \| Финишировал, заработав очки \| \| Сход \| Не финишировал, но при этом заработал очки \| \| 12 \| Финишировал, не получив очков \| \| НКЛ \| Финишировал, но не попал в финальную классификацию \| \| 15 \| Участвовал вне зачёта, либо по отдельной классификации \| \| 18 \| Не финишировал, но попал в финальную классификацию \| \| Сход \| Не финишировал \| \| НКВ \| Не прошёл квалификацию \| \| НПКВ \| Не прошёл предквалификацию \| \| ДСК \| Дисквалифицирован \| \| ИСК \| Исключён из протокола соревнований \| \| ТТ \| Заявлен для участия только в тренировках \| \| НС \| Участвовал в квалификации, но не стартовал в гонке \| \| Т \| Травмирован или болен \| \| ОТК \| Отказ от участия \| \| НТР \| Прибыл на соревнования, но на трассу не выезжал \| \| НПР \| Был заявлен в числе участников, но не прибыл к началу соревнований \| \| О \| Соревнования отменены \| \| \| Не участвовал \| \| Поул-позиция \| \| \| Быстрый круг \| \| |                                                                    |
| Пример | Описание                                                           |
| 1 | Победитель                                                         |
| 2 | Второе место                                                       |
| 3 | Третье место                                                       |
| 5 | Финишировал, заработав очки                                        |
| Сход | Не финишировал, но при этом заработал очки                         |
| 12 | Финишировал, не получив очков                                      |
| НКЛ | Финишировал, но не попал в финальную классификацию                 |
| 15 | Участвовал вне зачёта, либо по отдельной классификации             |
| 18 | Не финишировал, но попал в финальную классификацию                 |
| Сход | Не финишировал                                                     |
| НКВ | Не прошёл квалификацию                                             |
| НПКВ | Не прошёл предквалификацию                                         |
| ДСК | Дисквалифицирован                                                  |
| ИСК | Исключён из протокола соревнований                                 |
| ТТ | Заявлен для участия только в тренировках                           |
| НС | Участвовал в квалификации, но не стартовал в гонке                 |
| Т | Травмирован или болен                                              |
| ОТК | Отказ от участия                                                   |
| НТР | Прибыл на соревнования, но на трассу не выезжал                    |
| НПР | Был заявлен в числе участников, но не прибыл к началу соревнований |
| О | Соревнования отменены                                              |
| | Не участвовал                                                      |
| Поул-позиция |                                                                    |
| Быстрый круг |                                                                    |

| Сезон | Команда           | Шасси         | Двигатель     | Ш | 1       | 2      | 3      | 4      | 5      | 6      | 7        | 8      | 9      | 10     | 11     | 12     | 13  | 14  | 15     | 16  | 17  | 18  | 19     | Место | Очки |
| ----- | ----------------- | ------------- | ------------- | - | ------- | ------ | ------ | ------ | ------ | ------ | -------- | ------ | ------ | ------ | ------ | ------ | --- | --- | ------ | --- | --- | --- | ------ | ----- | ---- |
| 2015  | Manor Marussia F1 | Marussia MR03 | Ferrari 059/3 | P | АВС НТР | МАЛ 15 | КИТ 16 | БАХ 17 | ИСП 18 | МОН 16 | КАН Сход | АВТ 14 | ВЕЛ 12 | ВЕН 15 | БЕЛ 15 | ИТА 16 | СИН | ЯПО | РОС 13 | США | МЕК | БРА | АБУ 19 | 19    | 0    |